# Tihany
Tihany (madžarsko: [ˈtihɒɲ]) je vas na severni obali Blatnega jezera na polotoku Tihany (Madžarska, okrožje Veszprém). Celoten polotok je zgodovinsko okrožje.
Središče okrožja je benediktinska opatija Tihany, ki jo je leta 1055 ustanovil András (Andrej I. Ogrski), ki je pokopan v kripti. Ustanovna listina te opatije je prvi ohranjeni zapis v madžarskem jeziku, ohranjen v benediktinski nadopatiji Pannonhalma. Sama cerkev je bila leta 1754 prezidana v baročnem slogu. Še vedno delujoča opatija je priljubljena turistična atrakcija zaradi svojega zgodovinskega in umetniškega pomena. Ima tudi najboljši razgled na Blatno jezero.
Opatija je tudi opomba v habsburški zgodovini - zadnji habsburški avstrijski cesar Karel I. Habsburško-Lotarinški je bil tukaj za kratek čas zaprt, potem ko je drugič poskusil ponovno pridobiti madžarski prestol. Kasneje so ga predali Britancem.
Tihany je znan po odmevu, ki obstaja že od 18. stoletja. Za ta odmev so bile napisane pesmi, kot sta Mihály Csokonai Vitéz in Mihály Vörösmarty, najbolj znana pa je János Garay, ki povzema legendo o kraju. Odmev se je medtem zaradi sprememb v pokrajini polegel. Drugi del legende se nanaša na kozje žeblje, ki jih je naplavilo na obalo jezera, in so v resnici delci prazgodovinskih školjk. Po zgodbi je živela princesa z zlatodlakimi kozami, a ker je bila preveč ponosna in trdega srca, je bila kaznovana (preklel jo je jezerski kralj): njene koze so se izgubile na jezeru, ostali so le njihovi parklji in je bila dolžna odgovoriti vsakemu mimoidočemu. V bližini vasi še vedno stoji kamen, ki spominja na Kričavo dekle. 
Na obali Blatnega jezera stoji nekdanja poletna rezidenca habsburške cesarske družine, ki je do konca druge svetovne vojne ostala v družinski zasebni lasti. Od takrat se je uporabljala kot hotel, vendar je zdaj v zasebnih rokah in ni dostopna javnosti.
Prebivalci Tihanya imajo najvišji dohodek na prebivalca, vas pa ima najvišje cene stanovanj na vsej Madžarski.

## Etimologija
Ime izhaja iz slovanskega Tichoň: tih, molčeč človek (izpeljano iz ticho - tišina).

## Polotok Tihany
Tihany sega daleč v Blatno jezero in ga deli na manjši severni in velik južni del. Na polotoku sta Belső-tó in Külső-tó, dve kraterski jezeri, ki sta višji od Blatnega jezera in sta nastali zaradi vulkanizma pred milijoni let. Najdbe dokazujejo, da so tu živela že ljudstva iz bronaste in železne dobe. Tu so se naselili tudi Rimljani. V 12. stoletju so menihi na severnem pobočju gore Óvár ustanovili puščavnico, katere jame se lahko obišče še danes. Ker je otok bogat z živalskimi in rastlinskimi vrstami, je bil leta 1952 razglašen za prvi naravni rezervat na Madžarskem.

## Mesto Tihany
Ustanovna listina mesta Tihany velja za enega najpomembnejših dokumentov v madžarskem jeziku, čeprav je bila napisana v latinščini, saj so mnoga madžarska naselja in kraji omenjeni prvič. Za vaško pokrajino so značilne majhne hišice iz bazalta in trstičja.
- Pogled iz samostana na Blatno jezero
- Del kraja s slamnatimi strehami
- Paprika hiša na lokalni tržnici
- Pogled iz zraka na Tihany
- Pogled na Blatno jezero iz opatije